# Tridentea choanantha
Tridentea choanantha là một loài thực vật có hoa trong họ La bố ma. Loài này được (Lavranos & Harry Hall) Leach miêu tả khoa học đầu tiên năm 1978.